# Бялыня-Холодецкий, Юзеф
Юзеф Доминик Бартоломей Бялыня-Холодецкий герб Бялыня (пол. Józef Dominik Bartłomiej Białynia-Chołodecki; 15 августа 1852, Ставки, ныне Яворовский район, Львовская область — 30 января 1934, Львов) — польский шляхтич, писатель, историк, участник Январского восстания 1863 года.

## Биография
Родился 15 августа 1852 года в селе Ставки в Галиции (Австрийская империя в польской благородной семье. Мать — Эмилия Сетти де Форли.
Представители семьи Холодецких, владевшей, в частности, Цецовкой, были польскими патриотами: отец Юзефа Целестин (надлесничий государственных лесов) принимал участие в двух восстаниях и был заключен, а также другие близкие родственники, например, его родной дядя Томаш Холодецкий, ветеран ноябрьского восстания, который после продолжительного заключения, скончался от тяжелой формы гриппа. В возрасте 11 лет Юзеф принимал участие в Январском восстании 1863 года курьер, преимущественно по окраинам Львова.
Он учился в Стрые в начальной школе. В 1867 году умер его отец. Семья Холодецких переехала во Львов, где он продолжил обучение в высшей школе (на современный манер — средняя школа). В 1867 году, на то время еще учеником высшей школы, он вступил в ряды польской подпольной студенческой организации, которая впоследствии была разоблачена и запрещена австрийской властью. 10 октября 1870 года сдал выпускные школьные экзамены в львовской высшей школе.
В 1870 году поступил в Львовского университета, где изучал право и закончил студии в 1874 году. Также Холодецкий был активным членом академического читального зала (пол. «Czytelnia Akademicka»), принимал активное участие во многих польских организациях региона.
Начал работать еще во время учебы в гимназии (частно читал лекции). В 1873 году, за год до получения диплома юриста, подал прошение о должности в дирекции львовской почты. Его направили на практику в почтовые «правительства» в Черлянах в городе Нижний, в городе Станиславове и, наконец, во Львове.
В Черновцах стал соредактором издания «Gazeta Polska», а также стал членом совета «Czytelnia Polska» и основал библиотеку. В 1880 году он стал региональным директором Комиссаров почтовой службы в Черновцах, он быстро поднялся по ступеням почтовой службы, пока не стал директором департамента учетной львовской почтовой службы.
В 1885 году открывает библиотеку «Czytelnia». Свои первые литературные произведения, книги и брошюры печатал в издании «Gazeta Polska». Под псевдонимом Валенты Цвик (пол. Walenty Ćwik) в 1884 году он издал книгу об истории Буковины, в 1885 году — исследования по истории польского флота и польской артиллерии в 1885 году и в 1888 году — биографию Генри Шмитта. В начале 1900-х годов печатался еще под псевдонимом Бела Рембович. Он использовал вымышленное имя, опасаясь репрессий со стороны австрийских властей. Наконец, в награду за его литературную деятельность, ему предоставили право на издание книг под своим собственным именем.
Снова вернулся во Львов. Во Львове Холодецкий присоединился к многочисленным организациям, став президентом Почтового клуба, и он смог создать еще много других организаций, которые были способными выступить в его поддержку. Он в устной форме «напал» на президента львовской службы почты господина Сеферовича, в 1906 году за его активную деятельность в этой организации. Президент хотел дискредитировать его, но Холодецкий отрицал свою вину и обвинил Сеферовича в клевете.
Холодецкий был известным во многих интеллектуальных кругах и организациях, в том числе — Организация польского образования, Геральдической организации, исследовательской организации в Перемышле, организации львовских историков («Tow. Miłośników przeszłości Lwowa»). Этой последней организацией было напечатано много из его самых известных и знаменитых произведений.
Между 1902 и 1908 годами Холодецкий был «советником» президентов города Львова. Во время Первой мировой войны Холодецкий был захвачен русскими войсками и отбывал ссылку в Киеве. В 1918–1920 годах он принимал участие в обороне Львова во время Польско-украинской войны. Он также создал архив Первой Мировой войны во Львове.
Как писатель, многие из работ Холодецкого были на тематику польского Ноябрьского восстания 1830 года и Январского восстания 1863 года. Он написал также биографии многих выдающихся лиц, которые отдали жизнь в борьбе Польши за независимость. Кроме того, Юзеф Холодецкий был летописцем истории рода Холодецких. Юзеф Холодецкий умер в возрасте 81 года 30 января 1934 года и похоронен на Лычаковском кладбище во Львове.

## Работы
- Adolf Leopold Mussil de Mussilau (1915)
- Aleksander Morgenbesser: życiorys na podstawie zapisków akt. (1893)
- Alfred Brzeziński: przyczynek do dziejów obrony Zamościa (1910)
- Banialuki Rolińskiego w świetle aktów procesu karnego przeci (1908)
- Białynia-Chołodeccy: uczestnicy spisków, więźniowie stanu (1911)
- Cmentarz stryjski we Lwowie (1913)
- Czwarty pamiętnik zjazdów koleżeńskich byłych uczniów Gimnaz zest. (1910)
- Dąb-Dąbczańscy i Jan Żalplachta-Zapałowicz: przyczynek do d. (1913)
- Do dziejów drobnej szlachty Podola (1911)
- Do dziejów poczty w Polsce (1899)
- Eugeniusz Albert Ulatowski, więzień stanu i męczennik w swie (1918)
- Henryk Schmitt: życiorys spisany na podstawie все
- Jenerał Kołyszko i tegoż podkomendni na terytoryum Galicyi (1912)
- Kamilla Poh.: szkic biograficzny (1896)
- Ksiądz Jan Diugiewicz i tegoż męczennika śmierć w związku (1930)
- Księga pamiątkowa opracowana staraniem Komitetu Obywatelskie (1904)
- Księga pamiątkowa półwiekowego jubileuszu Gimnazyum im. Fran zestawił (1909)
- Kult pamięci Adama Mickiewicza w Karolowych Warach (1894)
- Lwów w listopadzie roku 1918 (1919)
- Józef Białynia Chołodecki: biografia (1905)
- Półwiekowa przeszłość Stowarzyszenia Katolickiej Młodzieży R oprac. (1906)
- Przyczynek do dziejów wyprawy na Narajów r. 1846 (1910)
- Rewizya w Kudryńcach w r. 1834 w świetle aktów procesu karnego (1910)
- Sprawa cucyłowska r. 1848: (wspomnienie w sześćdziesiątą (1908)
- Teatr Ludowy we Lwowie Bela Rębowicz (1902)
- W dziesiątą rocznicę bitwy pod Zadworzem, Horpinem i Firlej. (1930)
- W okowach do ślubu: wspomnienie z czasów procesu karnego (1911)
- Wojenny posiew anioła i śmierci kult pamięci poległych (1926)
- Wspomnienia z lat niedoli i niewoli : 1914-1918 (1919)
- Z minionej doby: kilka wspomnień na tle zapisków prywatnych (1903)
- Zborów, pole chwały czesko-słowackiego oręża (1924)
- Zwierzęta przedpotopowe i inne jakie wyniszczył lekkomyślnie (1924)

## Награды
- Орден Возрождения Польши